# 兵庫ゴールドトロフィー
兵庫ゴールドトロフィー（ひょうごゴールドトロフィー）は、兵庫県競馬組合が毎年12月下旬に園田競馬場ダート1400mで施行するダートグレード競走（JpnIII）である。正式名称は「農林水産大臣賞典 兵庫ゴールドトロフィー」。

## 概要
2001年に兵庫県競馬3番目の統一重賞競走として創設され、年末のスプリントのダートグレード競走として定着している。かつてはJBCスプリント後に行われる短距離重賞の一つに過ぎないレースであったが、同時期に開催されていた全日本サラブレッドカップやとちぎマロニエカップの廃止後は地方競馬場で開催される数少ない翌年のフェブラリーステークスに繋がるレースとなっている。
2016年は農林水産大臣賞がつかず、「兵庫ゴールドトロフィー」の名称で行われた。
創設以来、優勝は2024年を除いてJRA所属馬のみで占められているが、地方所属馬も3着以内に食い込むことが比較的多い競走である。地元兵庫県所属馬に限ると2007年までは3着以内に絡む事が出来ないでいたが、2008年にアルドラゴンが元中央馬とはいえ兵庫県所属馬としては初めて2着に入った。2011年・2012年には生え抜きの兵庫ダービー馬オオエライジンが、2021年には楠賞馬イグナイターが3着に入っている。2019年にはイルティモーネ（西脇）が2着、サクラレグナム（高知）が3着と人気薄の地方馬が2頭も馬券に絡んでいる。2024年は12月25日に開催され、川崎競馬場所属のフォーヴィスムがJRA所属のサンライズホークと激しい叩き合いを繰り広げ、写真判定の結果ハナ差でフォーヴィスムに軍配が上がり、24回目の実施でついに地方所属馬が初めて本レースを優勝した。
なお、2024年現在12月上旬に開催される地元馬限定戦の園田金盃が1着賞金3000万円で同額となっており、また正月開催で園田金盃と同舞台の新春賞があることから、中距離をこなせる地元馬の出走は多くない。

### 条件・賞金（2024年）
出走条件
サラブレッド系3歳以上、指定交流。
- 楠賞の優勝馬に優先出走権がある。

負担重量
ハンデキャップ
賞金等
本賞金は1着3000万円、2着1200万円、3着750万円、4着450万円、5着300万円、着外馬参加報償金は20万円。
副賞
農林水産大臣賞、日本中央競馬会理事長賞、日本馬主協会連合会長奨励賞、（一社）日本地方競馬馬主振興協会会長賞、地方競馬全国協会理事長賞、関西スポーツ5社賞、（一社）兵庫県馬主協会会長賞、兵庫県競馬組合管理者賞。

### 過去の賞金額
| 回数             | 総額賞金 （万円） | 1着賞金 （万円） | 2着賞金 （万円） | 3着賞金 （万円） | 4着賞金 （万円） | 5着賞金 （万円） |
| ---------------- | ----------------- | ---------------- | ---------------- | ---------------- | ---------------- | ---------------- |
| 第1回（2001年）  | 5,100             | 3,000            | 1,050            | 540              | 300              | 210              |
| 第2回（2002年）  | 5,100             | 3,000            | 1,050            | 540              | 300              | 210              |
| 第3回（2003年）  | 5,100             | 3,000            | 1,050            | 540              | 300              | 210              |
| 第4回（2004年）  | 5,100             | 3,000            | 1,050            | 540              | 300              | 210              |
| 第5回（2005年）  | 5,100             | 3,000            | 1,050            | 540              | 300              | 210              |
| 第6回（2006年）  | 5,100             | 3,000            | 1,050            | 540              | 300              | 210              |
| 第7回（2007年）  | 5,100             | 3,000            | 1,050            | 540              | 300              | 210              |
| 第8回（2008年）  | 5,100             | 3,000            | 1,050            | 540              | 300              | 210              |
| 第9回（2009年）  | 4,760             | 2,800            | 896              | 504              | 336              | 224              |
| 第10回（2010年） | 3,910             | 2,300            | 736              | 414              | 276              | 184              |
| 第11回（2011年） | 3,150             | 2,100            | 525              | 252              | 168              | 105              |
| 第12回（2012年） | 3,150             | 2,100            | 525              | 252              | 168              | 105              |
| 第13回（2013年） | 3,150             | 2,100            | 525              | 252              | 168              | 105              |
| 第14回（2014年） | 3,150             | 2,100            | 525              | 252              | 168              | 105              |
| 第15回（2015年） | 3,150             | 2,100            | 525              | 252              | 168              | 105              |
| 第16回（2016年） | 3,150             | 2,100            | 504              | 252              | 168              | 126              |
| 第17回（2017年） | 3,150             | 2,100            | 504              | 252              | 168              | 126              |
| 第18回（2018年） | 3,360             | 2,100            | 588              | 294              | 210              | 168              |
| 第19回（2019年） | 4,000             | 2,500            | 700              | 350              | 250              | 200              |
| 第20回（2020年） | 4,000             | 2,500            | 700              | 350              | 250              | 200              |
| 第21回（2021年） | 5,700             | 3,000            | 1,200            | 750              | 450              | 300              |
| 第22回（2022年） | 5,700             | 3,000            | 1,200            | 750              | 450              | 300              |
| 第23回（2023年） | 5,700             | 3,000            | 1,200            | 750              | 450              | 300              |
| 第24回（2024年） | 5,700             | 3,000            | 1,200            | 750              | 450              | 300              |

## 歴史
- 2001年 - 園田競馬場のダート1400mのサラブレッド系3歳以上の中央・地方全国指定交流の重賞（統一GIII）競走兵庫ゴールドトロフィーとして創設。
- 2003年 - 3位入線のJRAのノボジャックが進路妨害により10着に降着。
- 2007年
  - 負担重量が別定からハンデキャップに変更される[10]。
  - 国際セリ名簿基準委員会（ICSC）の勧告にともない、重賞格付け表記をJpnIIIに変更。
  - JRAのリミットレスビッドが競走馬として史上初の連覇。
  - JRAの加用正が調教師として史上初の連覇。
- 2008年 - JRAの岩田康誠が騎手として史上初の3連覇。
- 2010年
  - JRAのトーセンブライトが競走馬として2頭目の連覇。
  - JRAの加藤征弘が調教師として2人目の連覇。
  - JRAの安藤勝己が騎手として2人目の連覇。
- 2024年 - 売得金額が兵庫県競馬での1競走の売り上げレコードとなる9億7004万5200円を記録[11]。

### 歴代優勝馬
全て園田競馬場ダート1400mで施行。
| 回数   | 施行日         | 優勝馬             | 性齢 | 所属 | タイム | 優勝騎手   | 管理調教師 | 馬主                                 |
| ------ | -------------- | ------------------ | ---- | ---- | ------ | ---------- | ---------- | ------------------------------------ |
| 第1回  | 2001年12月27日 | ゲイリーイグリット | 牝6  | JRA  | 1:27.0 | 松永幹夫   | 増本豊     | （株）東京サラブレッドビューロー     |
| 第2回  | 2002年12月28日 | ノボトゥルー       | 牡6  | JRA  | 1:26.8 | 武豊       | 森秀行     | （有）池ばた                         |
| 第3回  | 2003年12月24日 | スターリングローズ | 牡6  | JRA  | 1:26.9 | 福永祐一   | 北橋修二   | （株）協栄                           |
| 第4回  | 2004年12月28日 | シーキングザダイヤ | 牡3  | JRA  | 1:27.3 | 武豊       | 森秀行     | 青山洋一                             |
| 第5回  | 2005年12月28日 | ニホンピロサート   | 牡7  | JRA  | 1:27.6 | 安藤勝己   | 目野哲也   | 小林百太郎                           |
| 第6回  | 2006年12月28日 | リミットレスビッド | 牡7  | JRA  | 1:27.2 | 岩田康誠   | 加用正     | （有）社台レースホース               |
| 第7回  | 2007年12月26日 | リミットレスビッド | 牡8  | JRA  | 1:26.3 | 岩田康誠   | 加用正     | （有）社台レースホース               |
| 第8回  | 2008年12月25日 | スマートファルコン | 牡3  | JRA  | 1:26.5 | 岩田康誠   | 小崎憲     | 大川徹                               |
| 第9回  | 2009年12月24日 | トーセンブライト   | 牡8  | JRA  | 1:27.6 | 安藤勝己   | 加藤征弘   | 島川隆哉                             |
| 第10回 | 2010年12月28日 | トーセンブライト   | 牡9  | JRA  | 1:26.9 | 安藤勝己   | 加藤征弘   | 島川隆哉                             |
| 第11回 | 2011年12月28日 | スーニ             | 牡5  | JRA  | 1:27.3 | 川田将雅   | 吉田直弘   | 吉田和美                             |
| 第12回 | 2012年12月26日 | ティアップワイルド | 牡6  | JRA  | 1:26.4 | 石橋脩     | 西浦勝一   | 田中昇                               |
| 第13回 | 2013年12月28日 | ドリームバレンチノ | 牡6  | JRA  | 1:25.5 | 岩田康誠   | 加用正     | セゾンレースホース（株）             |
| 第14回 | 2014年12月24日 | メイショウコロンボ | 牡5  | JRA  | 1:25.7 | 武幸四郎   | 角田晃一   | 松本好雄                             |
| 第15回 | 2015年12月24日 | レーザーバレット   | 牡7  | JRA  | 1:26.0 | 戸崎圭太   | 萩原清     | 前田葉子                             |
| 第16回 | 2016年12月28日 | ニシケンモノノフ   | 牡5  | JRA  | 1:25.8 | 横山典弘   | 庄野靖志   | 西森鶴                               |
| 第17回 | 2017年12月27日 | グレイスフルリープ | 牡7  | JRA  | 1:28.4 | 武豊       | 橋口慎介   | 前田晋二                             |
| 第18回 | 2018年12月27日 | ウインムート       | 牡5  | JRA  | 1:26.7 | 和田竜二   | 加用正     | （株）ウイン                         |
| 第19回 | 2019年12月27日 | デュープロセス     | 牡3  | JRA  | 1:27.4 | 北村友一   | 安田隆行   | ゴドルフィン                         |
| 第20回 | 2020年12月23日 | サクセスエナジー   | 牡6  | JRA  | 1:28.0 | 松山弘平   | 北出成人   | 高嶋哲                               |
| 第21回 | 2021年12月22日 | テイエムサウスダン | 牡4  | JRA  | 1:27.0 | 岩田康誠   | 飯田雄三   | 竹園正繼                             |
| 第22回 | 2022年12月21日 | ラプタス           | 騸6  | JRA  | 1:27.3 | 幸英明     | 松永昌博   | （株）ヒダカ・ブリーダーズ・ユニオン |
| 第23回 | 2023年12月20日 | サンライズホーク   | 騸4  | JRA  | 1:28.8 | M.デムーロ | 牧浦充徳   | （株）ライフハウス                   |
| 第24回 | 2024年12月25日 | フォーヴィスム     | 牡6  | 川崎 | 1:28.4 | 吉原寛人   | 内田勝義   | （有）キャロットファーム             |

#### 各回競走結果の出典
- 兵庫ゴールドトロフィー（JpnI）歴代優勝馬 - 地方競馬全国協会
- JBISサーチ
  - 2001年，2002年，2003年，2004年，2005年，2006年，2007年，2008年，2009年，2010年，2011年，2012年，2013年，2014年，2015年，2016年，2017年，2018年，2019年，2020年，2021年，2022年，2023年，2024年